# Kazushi Niida
Kazushi Niida (新井田和 Ni'ida Kazushi) is een personage uit de film Battle Royale. Hij wordt gespeeld door acteur Hirohito Honda.

## Voor Battle Royale
Kazushi is een student op de fictieve Shiroiwa Junior High School. Hij stond bekend om zijn slechte tanden, hoewel sommige meisjes hem wel aantrekkelijk vonden. Hij speelde in het voetbalteam en haalde goede cijfers, maar voelde alsnog de drang indruk te maken op mensen. Sommige mensen vonden hem arrogant en ook stom, omdat hij altijd anderen de schuld gaf voor wat hij zelf had gedaan. Er werd geroddeld in de klas dat hij een relatie had met Takako Chigusa. Dit was niet zo, maar omdat hij verliefd op haar was, ontkende hij dit niet.

## Battle Royale
Toen hij de school uitgerend was, zag hij de kruisboog van Yoshio Akamatsu op de grond liggen. Hij pakte hem op, terwijl Yoshio hem aan het zoeken was. Yoshio komt op hem af, daarom vermoordde hij hem ermee. Ook pakte hij de rugzak van Mayumi Tendo en verdween het bos in.
Na een tijd komt hij Takako tegen. Hij wil graag met haar naar bed, maar zij lacht hem uit. Hierdoor voelt hij zich vernederd en probeert haar te vermoorden. Takako raakt gewond en wordt boos. Ze valt hem aan en vermoordt hem uiteindelijk met een mes. Deze steekt ze in zijn borst en in zijn lies.